# Jørn Bent Nielsen
Jørn Bent Nielsen (født 30. december 1934 i Aars, død 15. december 1997 i Fredericia) var en dansk kommunalpolitiker, der var borgmester i Fredericia Kommune fra 1982 til sin død, valgt for Socialdemokratiet.
Jørn Bent Nielsen tog realeksamen i Viborg og blev efterfølgende, i 1955, ansat ved DSB i Fredericia.
Hans politiske karriere begyndte 1. april 1974, da han blev medlem af Fredericia Byråd. I sin første periode blev han formand for skoleudvalget. I 1982 blev han borgmester og forblev i embedet til han døde i 1997. Her erstattedes han af Uffe Steiner Jensen.